# نيويورك يانكيز

شعار نيويورك يانكيز على قبعات اللاعبين

نيويورك يانكيز (بالإنجليزية: New York Yankees) هو فريق كرة قاعدة أمريكي للمحترفين، مقره حي ذا برونكس بمدينة نيويورك. تأسس الفريق عام 1901 في بالتيمور بولاية ماريلاند تحت اسم بالتيمور أوريولز كأحد الأندية الثمان الكبرى التي شاركت في أولى بطولات دوري كرة القاعدة الأمريكي للمحترفين، في عام 1903 انتقل الفريق إلى مدينة نيويورك وتغير اسمه إلى نيويورك هايلاندرز, ثم تغير اسم الفريق إلى الاسم الرسمي الحالي نيويورك يانكيز في عام 1913. وينافس الفريق حاليا بدوري كرة القاعدة الأمريكي بالقسم الشرقي.
الفريق مملوك لشركة يانكي غلوبل انتربرايزز ، وهي شركة ذات مسؤولية محدودة تديرها عائلة الراحل جورج شتاينبرينر ، الذي اشترى الفريق في عام 1973. براين كاشمان هو المدير العام للفريق ، وآرون بون هو المدير الميداني للفريق . لعبت مباريات الفريق على أرضه في ملعب يانكي الأصلي من عام 1923 إلى عام 1973 ومن عام 1976 إلى عام 2008. في عامي 1974 و 1975 ، شارك يانكيز ملعب شيا مع ميتس ، بالإضافة إلى نيويورك جيتس ونيويورك جاينتس . في عام 2009 ، انتقلوا إلى ملعب كرة قدم جديد يحمل نفس الاسم تم بناؤه بالقرب من المنشأة السابقة ، والتي تم إغلاقها وهدمها. يعد الفريق دائمًا من بين الرواد من حيث الحضور الجماهيري .

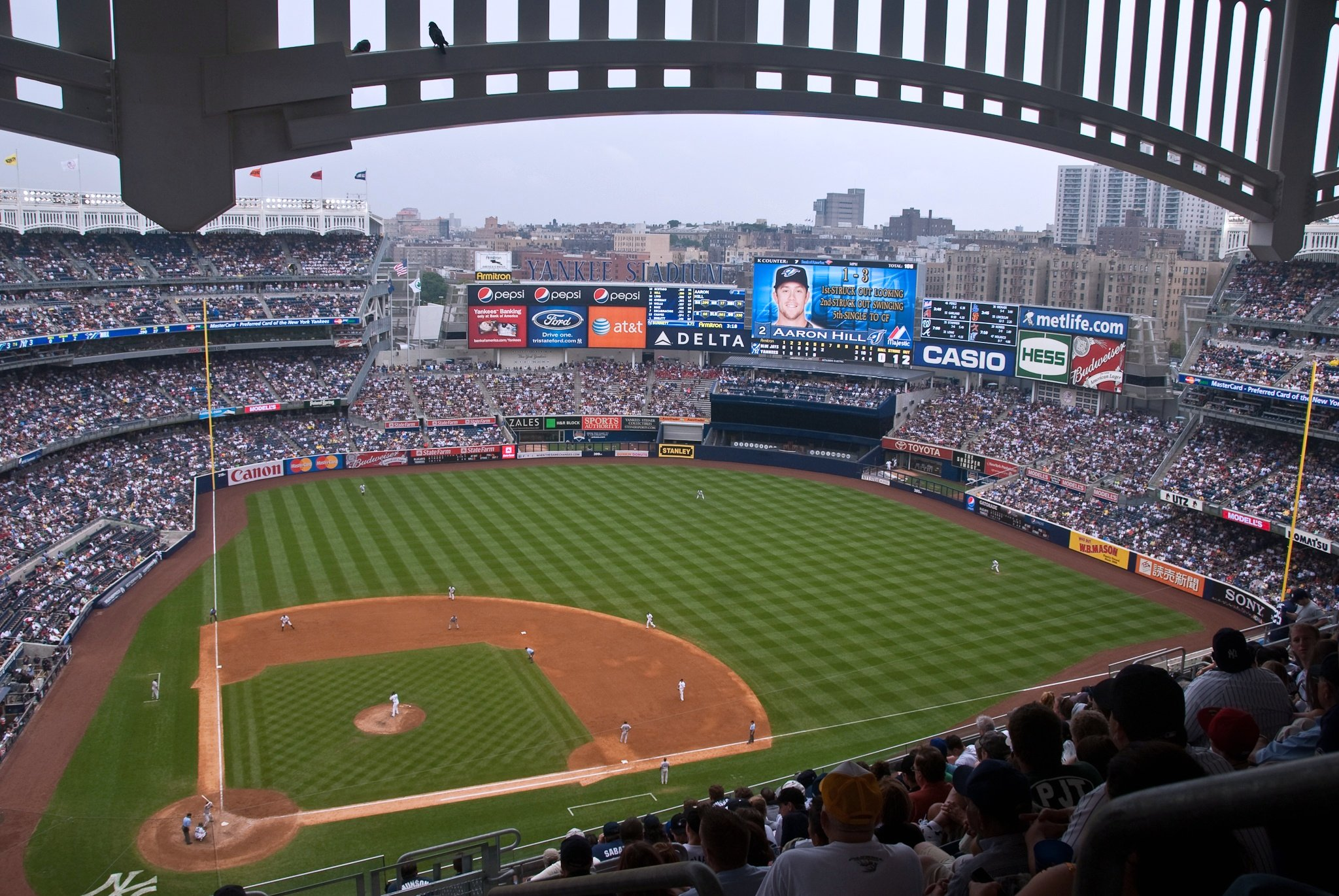
ملعب يانكي الذي يخوض فيه نيويورك يانكيز مبارياته البيتية

يمكن القول إنه الفريق الرياضي المحترف الأكثر نجاحًا في الولايات المتحدة ، فاز يانكيز بـ 19 لقبًا في الدوري الأمريكي للقسم الشرقي ، و 40 لقبا من الدوري الأمريكي ، و 27 بطولة عالمية ، وكلها ارقام قياسية في دوري كرة القاعدة الأمريكي للمحترفين. فاز الفريق بألقاب أكثر من أي فريق آخر في البطولات الرياضية الكبرى في أمريكا الشمالية - بعد فترة وجيزة خلف مونتريال كنديانز NHL بلقب واحد أو اثنين في التسعينيات. تم ضم أربعة وأربعين لاعباً من يانكيز و 11 مديراً ز في قاعة مشاهير البيسبول الوطنية ، بما في ذلك بيب روث ، ولو جيريج ، وجو ديماجيو ، وميكي مانتل ، ويوجي بيرا ، وواتي فورد . وفقًا لـ Forbes ، فإن اليانكيز هي ثاني أعلى امتياز رياضي من حيث القيمة في الولايات المتحدة والثاني في العالم ، بقيمة تقدر بنحو 5 مليارات دولار. اكتسب الفريق شعبية هائلة وقاعدة جماهيرية مخصصة ، بالإضافة إلى عداء واسع النطاق من محبي فرق دوري كرة القاعدة الأمريكي للمحترفين الأخرى. يعد تنافس الفريق مع فريق بوسطن ريد سوكس أحد أكثر المنافسات شهرة في رياضات أمريكا الشمالية.
من عام 1903 إلى عام 2020 ، بلغ سجل فوز فريق يانكيز الإجمالي 10.411-7867 (نسبة فوز .570 ).

## بطولة العالم
حقق فريق يانكيز عدد قياسي من البطولات العالمية بلغ 27 بطولة، كان آخرها في 2009 عندما أفتتح الملعب الجديد، حيث هزم فيلادلفيا فيليز في ست مباريات تحت قيادة المدرب جو جيراردي.
| الموسم                    | المدرب                    | الخصم                     | النقاط                    | السجل  |
| ------------------------- | ------------------------- | ------------------------- | ------------------------- | ------ |
| 1923 [الإنجليزية]         | ميلر هاغينز               | نيويورك جاينتس            | 4–2                       | 98–54  |
| 1927 [الإنجليزية]         | ميلر هاغينز               | بيتسبرج بايرتس            | 4–0                       | 110–44 |
| 1928 [الإنجليزية]         | ميلر هاغينز               | سانت لويس كاردنالز        | 4–0                       | 101–53 |
| 1932 [الإنجليزية]         | جو مكارثي                 | شيكاغو كابز               | 4–0                       | 107–47 |
| 1936 [الإنجليزية]         | جو مكارثي                 | نيويورك جاينتس            | 4–2                       | 102–51 |
| 1937 [الإنجليزية]         | جو مكارثي                 | نيويورك جاينتس            | 4–1                       | 102–52 |
| 1938 [الإنجليزية]         | جو مكارثي                 | شيكاغو كابز               | 4–0                       | 99–53  |
| 1939 [الإنجليزية]         | جو مكارثي                 | سينسيناتي ريدز            | 4–0                       | 106–45 |
| 1941 [الإنجليزية]         | جو مكارثي                 | بروكلين دودجرز            | 4–1                       | 101–53 |
| 1943 [الإنجليزية]         | جو مكارثي                 | سانت لويس كاردنالز        | 4–1                       | 98–56  |
| 1947 [الإنجليزية]         | بوكي هاريس                | بروكلين دودجرز            | 4–3                       | 97–57  |
| 1949 [الإنجليزية]         | كايسي ستينجل              | بروكلين دودجرز            | 4–1                       | 97–57  |
| 1950 [الإنجليزية]         | كايسي ستينجل              | فيلادلفيا فيليز           | 4–0                       | 98–56  |
| 1951 [الإنجليزية]         | كايسي ستينجل              | نيويورك جاينتس            | 4–2                       | 98–56  |
| 1952 [الإنجليزية]         | كايسي ستينجل              | بروكلين دودجرز            | 4–3                       | 95–59  |
| 1953 [الإنجليزية]         | كايسي ستينجل              | بروكلين دودجرز            | 4–2                       | 99–51  |
| 1956 [الإنجليزية]         | كايسي ستينجل              | بروكلين دودجرز            | 4–3                       | 97–57  |
| 1958 [الإنجليزية]         | كايسي ستينجل              | ميلووكي بريفز             | 4–3                       | 92–62  |
| 1961 [الإنجليزية]         | رالف هوك                  | سينسيناتي ريدز            | 4–1                       | 109–53 |
| 1962 [الإنجليزية]         | رالف هوك                  | سان فرانسيسكو جاينتس      | 4–3                       | 96–66  |
| 1977 [الإنجليزية]         | ألفرد مارتن               | لوس أنجلوس دودجرز         | 4–2                       | 100–62 |
| 1978 [الإنجليزية]         | بوب ليمون                 | لوس أنجلوس دودجرز         | 4–2                       | 100–63 |
| 1996                      | جو توري                   | أتلانتا بريفز             | 4–2                       | 92–70  |
| 1998 [الإنجليزية]         | جو توري                   | سان دييغو بادريس          | 4–0                       | 114–48 |
| 1999 [الإنجليزية]         | جو توري                   | أتلانتا بريفز             | 4–0                       | 98–64  |
| 2000 [الإنجليزية]         | جو توري                   | نيويورك ميتس              | 4–1                       | 87–74  |
| 2009 [الإنجليزية]         | جو جيراردي                | فيلادلفيا فيليز           | 4–2                       | 103–59 |
| إجمالي البطولات العالمية: | إجمالي البطولات العالمية: | إجمالي البطولات العالمية: | إجمالي البطولات العالمية: | 27     |

## الإدارة
شمل «مكتب يانكيز الأمامي» في 2019:
- هال شتاينبرينر (الرئيس المشارك)
- وراندي ليفين (الرئيس)
- لون إيه تروست (رئيس العمليات والمستشار العام)
- وبريان كاشمان (نائب الرئيس الأول والمدير العام).

## وصلات خارجية

### قائمة المراجع
- Frommer، Harvey؛ Frommer، Frederic J. (2004). Red Sox vs. Yankees: The Great Rivalry. Sports Publishing, LLC. ISBN:1-58261-767-8.
- Johnson، Richard A.؛ Stout، Glenn؛ Johnson, Dick (2002). Yankees Century: 100 Years of New York Yankees Baseball. Houghton Mifflin Company. ISBN:0-618-08527-0. مؤرشف من الأصل في 2022-04-19.
- Prato، Greg (2014). Just Out of Reach: The 1980s New York Yankees. New York: Greg Prato Writer, Corp. ISBN:978-1494931230.
- Shaughnessy، Dan (2005). Reversing the Curse. Boston: Houghton Mifflin Company. ISBN:0-618-51748-0.
- Surdam، David G. (ديسمبر 2008). "The New York Yankees Cope with the Great Depression". Enterprise and Society. ج. 9 ع. 4: 816–40. DOI:10.1093/es/khn081.